# Genting Skyway

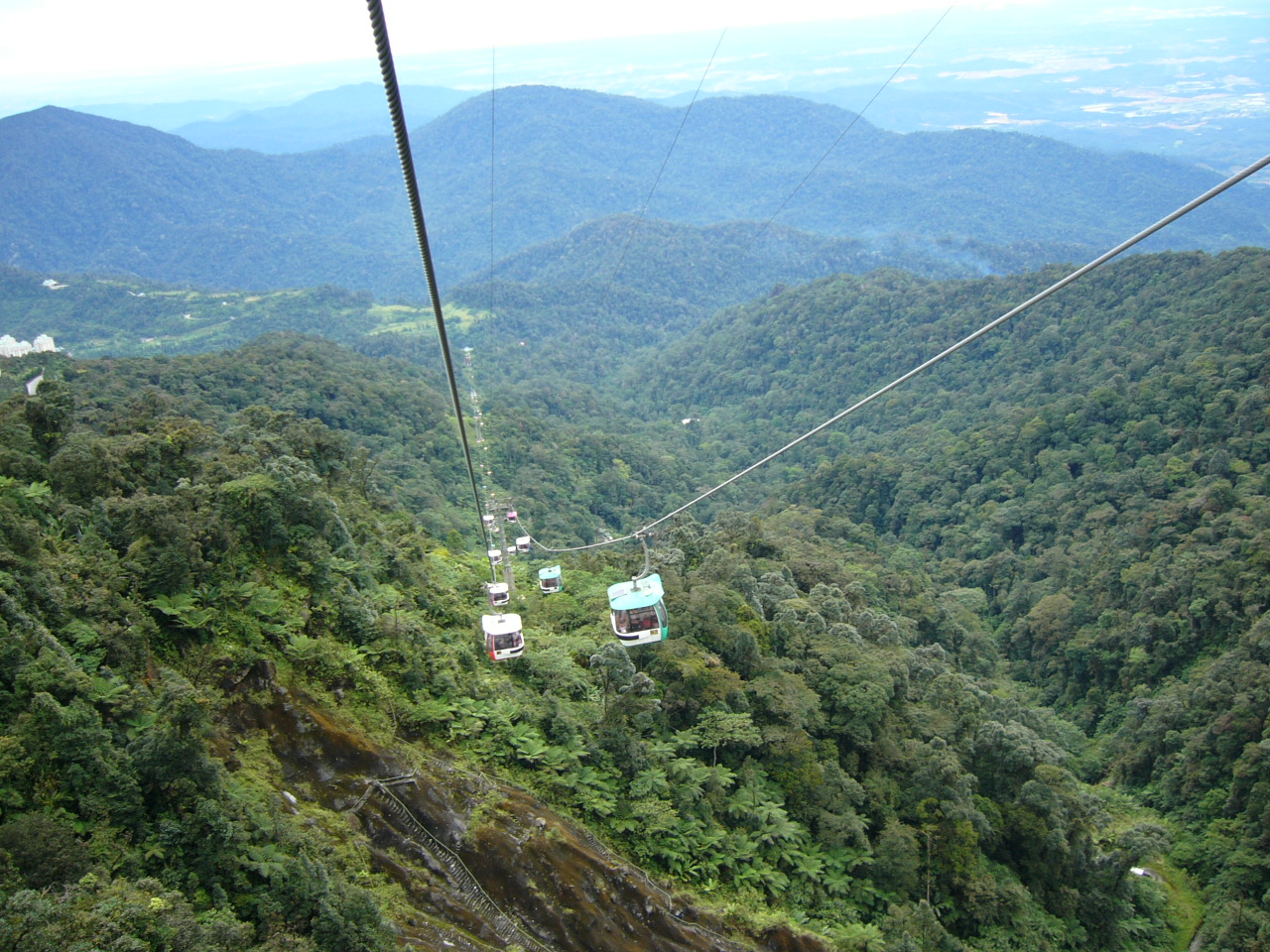
Genting Skyway

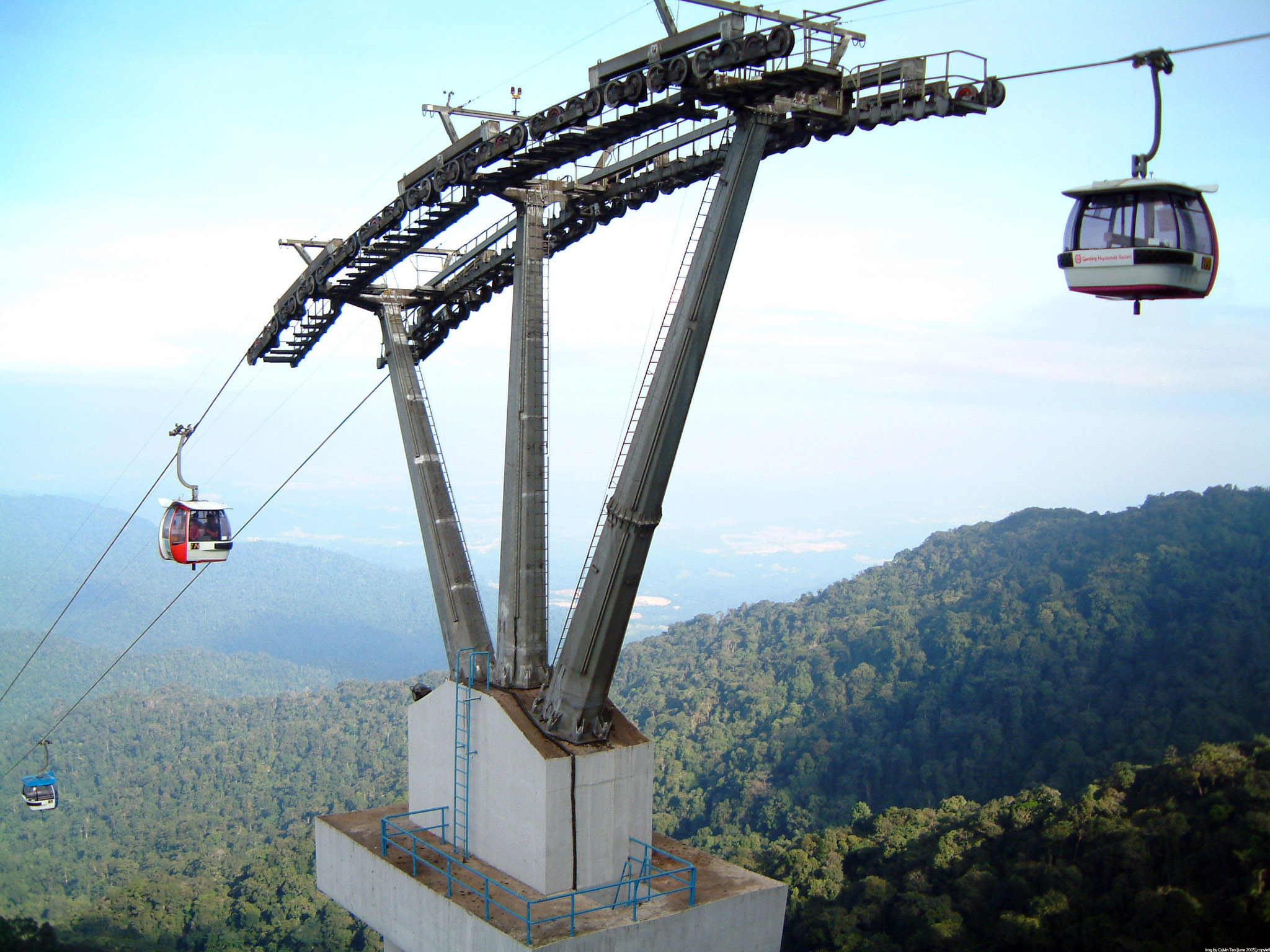
Oberster Teil der 45 m hohen Stütze

Genting Skyway ist eine Gondelbahn auf die Genting Highlands in Malaysia. Sie dient als Zubringer zu dem auf der Bergkuppe gelegenen  Genting Highland Resort mit seinen sechs Hotels und verschiedenen anderen Einrichtungen und wird, ebenso wie das gesamte Resort, von dem Unternehmen Resorts World Genting betrieben. 
Ihre etwa eine Autostunde von Kuala Lumpur entfernte Talstation liegt etwas oberhalb des  E 8 - Kuala Lumpur - Karak Expressway in rund 870 m Höhe am westlichen Hang der Genting Highlands und besteht aus einem fünfstöckigen Gebäude mit einem zehnstöckigen Parkhaus. In der Talstation kann bereits in die Hotels eingecheckt und das Gepäck abgegeben werden. Die Gondelbahn hat eine schräge Länge von 3,38 km. Die Gondeln mit 8 Sitzplätzen erreichen nach etwa 11 Minuten die Bergstation im Highlands Hotel auf der in 1760 m Höhe gelegenen Bergkuppe. Die Gondelbahn wird üblicherweise täglich von 7:30 Uhr bis 23:00 Uhr betrieben, an nationalen Feiertagen auch länger.
Die Seilbahn wurde am 21. Februar 1997 offiziell von Tun Mahathir bin Mohamad eröffnet, dem damaligen Premierminister Malaysias.
Die seilbahntechnische Anlage wurde von Leitner geplant und geliefert, die bau-  und ingenieurtechnischen Anlagen wurden von Arup geplant und überwacht.  
Technisch gesehen handelt es sich um eine kuppelbare Einseilumlaufbahn mit einem 54 mm starken Förderseil, das über 22 Seilbahnstützen läuft. Die Anlage hat 100 Kabinen, die mit einer maximalen Geschwindigkeit von 6 m/s (21,6 km/h) fahren. Der Antrieb befindet sich in der Bergstation, die Spannvorrichtung für das Förderseil in der Talstation. Die Stationen erwecken zwar den Eindruck, sie seien Teil der großen Gebäude, sind aber bautechnisch von ihnen unabhängig, damit die dynamischen Kräfte bzw. Lasten der Seilbahn nicht auf die Gebäude übertragen werden. Die Stützen wurden mit je vier Caissons von 1,2 m Durchmesser auf den gewachsenen Fels gegründet, der durchschnittlich in 40 m Tiefe lag. Unmittelbar vor der Bergstation steht eine 45 m hohe Stütze mit einem aufgefächerten Kopf und langer Rollenbatterie, um das Seil aus der Horizontalen ins Tal umzulenken. Das Foto zeigt nur den oberen Teil der Stütze. 
Die Seilbahn wird pro Monat einen Tag und pro Quartal fünf Tage für Wartungsarbeiten geschlossen, die nach wie vor (per 2007) von Leitner überwacht werden. An diesen Tagen können die Gäste die ältere, am südlichen Hang der Bergkuppe gelegene Awana Skyway benutzen. 
Die Genting Skyway war bei ihrer Eröffnung wohl die längste und schnellste Gondelbahn in Südostasien, ist es aber spätestens seit der Eröffnung der ebenfalls von Leitner gebauten Ngong Ping 360 in Hongkong nicht mehr.